# Rašica (gmina Blace)
Rašica (cyr. Рашица) – wieś w Serbii, w okręgu toplickim, w gminie Blace. W 2011 roku liczyła 96 mieszkańców.